# Inferno (livro de Dan Brown)
Inferno (Título original em inglês: Inferno) é o sexto romance de ficção do aclamado escritor americano Dan Brown e o quarto livro da série protagonizada pelo simbologista Robert Langdon. 
Lançado em 14 de maio de 2013 pela Doubleday nos Estados Unidos, e em 20 de maio no Brasil, e em 10 de Julho em Portugal, a obra rapidamente se tornou um best-seller global, consolidando a reputação de Brown como mestre do suspense e da ficção histórica. 

## Divulgação do título
Em 15 de janeiro de 2013, Dan Brown divulgou o título do livro em seu site, após avisar os seus leitores para ajudar a "revelar" um mosaico digital com mensagens no Twitter e no Facebook.

## Sinopse
O renomado simbologista Robert Langdon acorda em um hospital de Florença, desorientado e com um ferimento à bala na cabeça, sem memória das últimas 36 horas. 
Após um ataque dentro do hospital, ele foge com a ajuda da jovem médica Sienna Brooks. 
De posse de um macabro objeto encontrado em seu paletó, os dois precisam seguir uma série inquietante de códigos criada por uma mente brilhante, obcecada tanto pelo fim do mundo quanto pela obra de Dante Alighieri, "A Divina Comédia". 
Dan Brown, mais uma vez, nos leva por uma eletrizante viagem pela cultura, arte e literatura italianas, passando por locais como a Galeria Uffizi e o Duomo de Florença. 
Inferno é uma leitura envolvente que nos convida a refletir sobre o papel da ciência para o futuro da humanidade.

### Resumo do enredo
"Esta seção contém revelações importantes sobre a trama"

Conforme divulgado pela editora, o livro é ambientado na Itália e em um dos centros da história mais duradoura e misterioso: a obra literária Inferno de Dante Alighieri.
| “ | No Inferno... seguimos Robert Langdon de volta para o coração da Europa, onde ele se entrelaça em um mistério com ramificações globais... ligado aos detalhes sinistros e verdadeiramente fascinantes da obra magistral de Dante. | ” |

O professor Robert Langdon, da Universidade Harvard, desperta em uma cama de hospital com um ferimento na cabeça e sem conseguir se lembrar do que aconteceu nos últimos dias. Ao olhar pela janela, descobre que está em Florença, na Itália. Logo, os médicos Sienna Brooks e Marconi entram em seu quarto e o explicam que ele sofreu uma concussão ao levar um tiro de raspão e deu entrada no pronto-socorro do hospital por conta própria. Repentinamente, Vayentha, uma assassina profissional que havia perseguido Robert anteriormente, invade seu quarto, atira no médico e tenta chegar até ele, que é agarrado por Sienna e retirado do hospital às pressas.
O professor Robert Langdon, da Universidade Harvard, desperta em uma cama de hospital com um ferimento na cabeça e sem conseguir se lembrar do que aconteceu nos últimos dias. Ao olhar pela janela, descobre que está em Florença, na Itália. Logo, os médicos Sienna Brooks e Marconi entram em seu quarto e o explicam que ele sofreu uma concussão ao levar um tiro de raspão e deu entrada no pronto-socorro do hospital por conta própria. Repentinamente, Vayentha, uma assassina profissional que havia perseguido Robert anteriormente, invade seu quarto, atira no médico e tenta chegar até ele, que é agarrado por Sienna e retirado do hospital às pressas.
Eles fogem para o apartamento da médica, onde Robert descobre que Sienna é uma superdotada. Mais tarde, ele encontra um cilindro em um bolso secreto de seu paletó (tão secreto que nem ele mesmo sabia que existia). O cilindro contém o símbolo de risco biológico. Robert decide então ligar para o consulado estadunidense, onde descobre que estão a sua procura. Instruído por Sienna, ele dá o endereço do prédio à frente, para se certificar de que realmente seu consulado enviará funcionários da representação diplomática. Contudo, é Vayentha quem chega ao local, levando Robert e Sienna a acreditarem que o governo estadunidense quer Robert morto.
Robert decide então abrir o cilindro e encontra um cilindro ósseo medieval dotado de um projetor laser que projeta uma versão levemente modificada do Mapa do Inferno de Sandro Botticelli. Na parte de baixo da ilustração, há uma inscrição onde pode-se ler: verità è visibile soolo attraverso gli occhi della morte (a verdade só pode ser vislumbrada através dos olhos da morte). Repentinamente, soldados de preto invadem o prédio de Sienna, que consegue escapar por pouco com Robert.

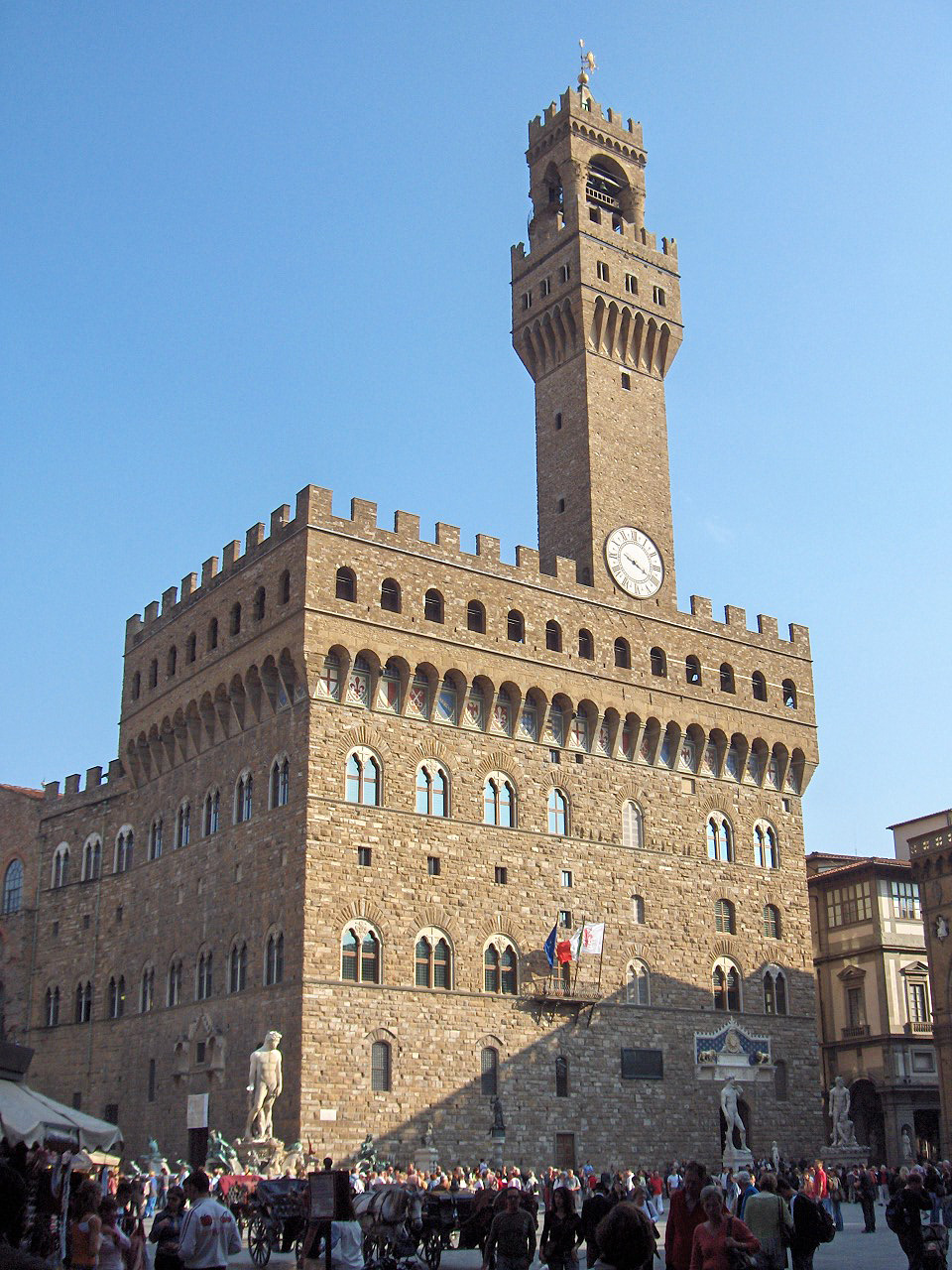
Palazzo Vecchio de Florença

Ambos seguem em direção à Cidade Velha, acreditando que o cilindro está relacionado a Dante Alighieri. Contudo, eles descobrem que a polícia de Florença e os carabinieri fecharam as pontes e procuram por eles. Eles correm para uma obra perto dos Jardins Boboli onde Robert acende o projetor novamente e percebe que dez letras, que formam a palavra "CATROVACER", foram adicionas a cada uma das dez camadas do Inferno, e que as camadas foram rearranjadas. Ao organizá-las de modo a ficarem como na pintura original, Robert chega às palavras "CERCA TROVA" - as mesmas palavras na pintura A Batalha de Marciano de Vasari, localizado no Palazzo Vecchio. Robert e Sienna escapam dos soldados e vão à Cidade Velha usando o Corredor de Vasari.
Robert observa A Batalha de Marciano tentando encontrar respostas. Uma curadora o encontra e o leva para a diretora do museu, Marta Alvarez. Marta havia encontrado Robert e Ignazio Busoni, diretor da Santa Maria del Fiore na noite anterior e lhes mostrado a máscara mortuária de Dante, mas Robert, devido à sua amnésia, não lembrava de nada. Fingindo se lembrar do encontro, Robert pede para ser levado novamente ao local, mas a máscara desapareceu. Checando as câmeras de segurança, eles vêem Robert e Ignazio tomando a máscara. Os seguranças do museu dominam Robert enquanto Marta liga para Ignazio, mas é informada por sua secretária de que ele sofreu um enfarte. A secretária pede para falar com Robert e reproduz um recado que Ignazio deixou antes de morrer: "Os portões estão abertos para você, mas não demore. Paraíso 25."

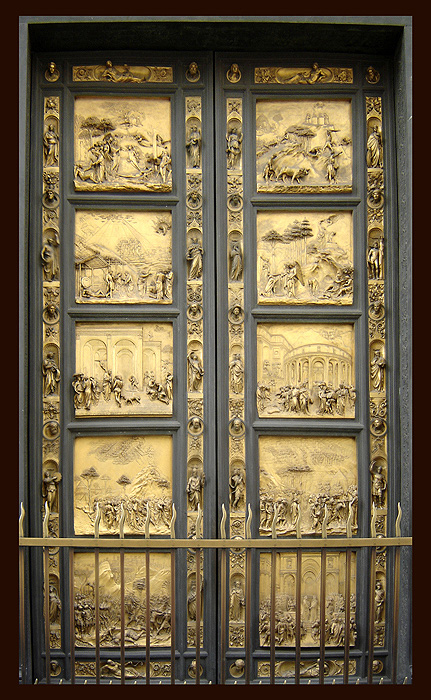
Portões do Paraíso no Batistério de São João

Robert e Sienna fogem dos guardas, mas os soldados chegam. Eles escapam pelo sótão da Apoteose de Cosimo I. Vayentha encurrala os dois, mas Sienna e empurra para sua morte metros abaixo. Roberto conecta "Paraíso 25" com o Batistério de São João, onde ele e Sienna encontram a máscara mortuária de Dante com uma charada deixada por seu atual dono, um geneticista bilionário chamado Bertrand Zobrist. Um homem chamado Jonathan Ferris, que esconde um ferimento em seu peito, aparece e afirma ser da Organização Mundial da Saúde (OMS). Ele ajuda os dois a fugirem dos soldados. A charada é uma estrofe do Inferno de Dante, que os leva até Veneza, onde Jonathan sofre uma parada cardíaca e Robert é capturado por um grupo de soldados. Sienna consegue escapar.
Robert é levado a Elizabeth Sinskey, diretora-geral da OMS, e finalmente descobre o que está acontecendo. Bertrand, que cometeu suicídio uma semana antes, era um cientista transumanista radical que havia desenvolvido uma praga biológica que mataria boa parte da população da Terra para resolver o problema da superpopulação. Elizabeth violou o cofre particular de Bertrand, encontrou o cilindro e convocou Robert até Florença para ver se ele conseguia entender as pistas. Durante o encontro, Elizabeth costurou um bolso secreto em seu paletó e colocou o cilindro lá dentro para deixá-lo seguro. Contudo, Robert parou de se comunicar com Elizabeth depois de seu encontro com Marta e Ignazio, e a OMS passou a desconfiar dele. Os soldados que perseguiam Robert eram na verdade uma equipe de emergência da OMS e nunca tiveram a intenção de matá-lo.
Quanto a Bertrand, este havia pago uma organização secreta (chamada simplesmente de "Consórcio") para que o deixassem isolado e incomunicável por algum tempo enquanto desenvolvia a praga, e também para que protegessem o cilindro até uma certa data. Ele também deixou um vídeo perturbador com eles, que deveria ser enviado a toda a imprensa mundial no dia seguinte aos eventos do livro. No vídeo, uma espécie de balão pode ser visto flutuando em uma caverna subaquática, com uma substância escura dentro.
Quando Elizabeth roubou o cilindro, o Consórcio se viu forçado a proteger o que quer que ele apontasse. Eles sequestraram Robert após o encontro com Marta e Ignazio, mas ele ainda não havia desvendado todas as charadas, então, eles o injetaram uma dose de benzodiazepina para forçar a amnésia. Criaram também um falso ferimento na cabeça e uma encenação para forçar Robert a encontrar mais respostas. Sienna, Vayentha, Jonathan e até o suposto atendente do consulado estadunidense eram todos atores trabalhando para o Consórcio, sendo que Jonathan era também o médico supostamente assassinado no início da história. O ferimento em seu peito foi resultado de uma explosão mal calculada para simular o tiro que supostamente recebeu de Vayentha. O líder do Consórcio, chamado simplesmente de "Diretor", ao descobrir o plano bioterrorista, se vê forçado a se submeter à OMS para deter a praga.

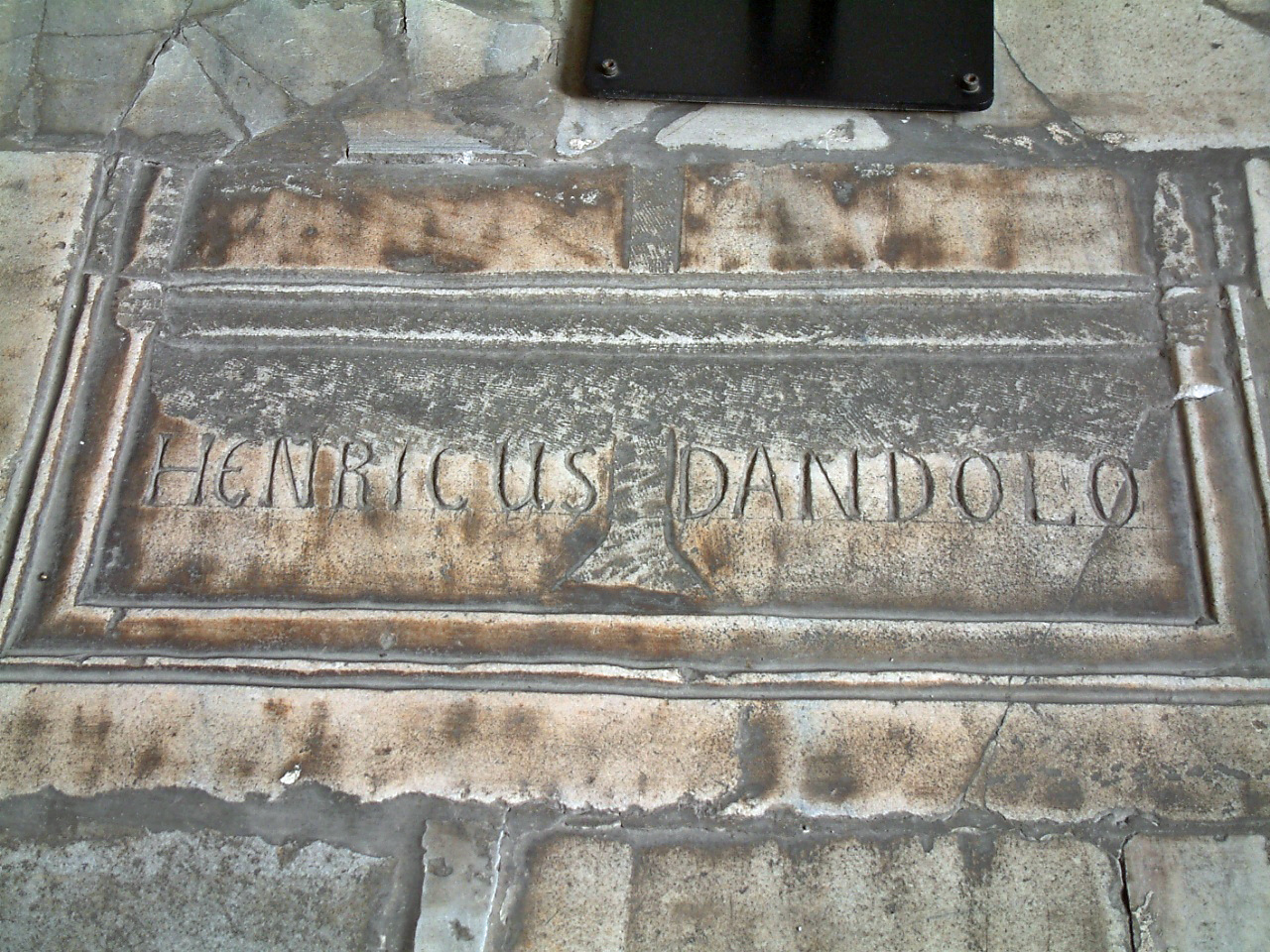
Tumba de Enrico Dandolo, na Santa Sofia.

Descobre-se que a substância contida no balão do vídeo é uma praga prestes a ser liberada, e Robert descobre que o local onde a praga está fica abaixo da Santa Sofia em Istambul, onde Enrico Dandolo está enterrado. Sienna, que estava desaparecida, também segue para lá, onde é perseguida por Robert, o Consórcio e os agentes da OMS, que descobrem que ela na verdade trabalhava por Bertrand, sua paixão secreta. Robert e Christoph Brüder, chefe da equipe da OMS que também é ligada ao Centro Europeu de Prevenção e Controlo das Doenças, descem até a Cisterna da Basílica, e descobrem que Sienna já está lá. O balão que continha a praga, feito de uma material hidrossolúvel, já havia se desfeito uma semana antes, e todos descobrem que, na verdade, a praga já estava espalhada pelo mundo todo, já que o local é muito visitado por turistas de vários países. Para fugir, Sienna cria um tumulto ao gritar que o local está pegando fogo.

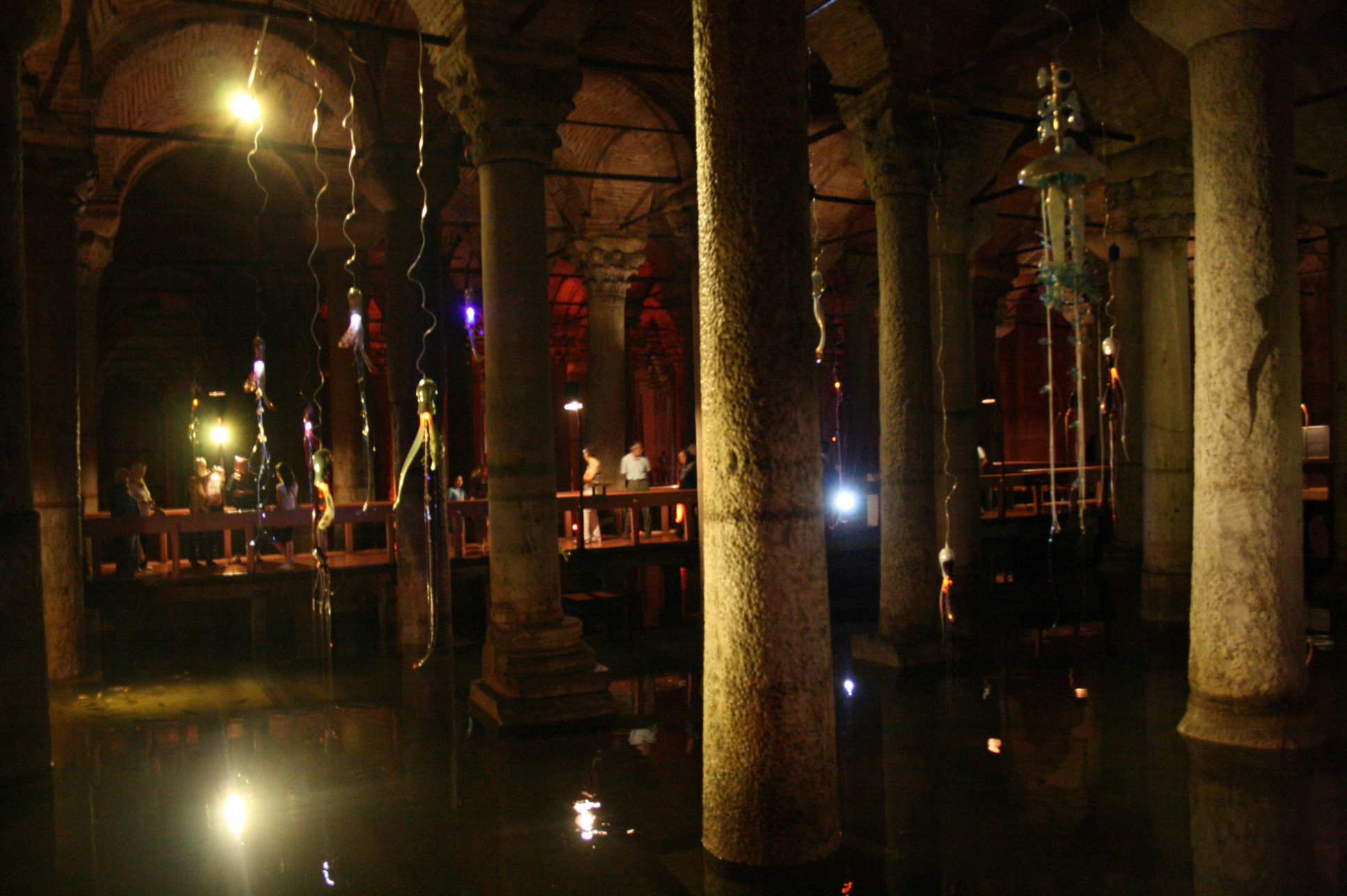
A Cisterna da Basílica, com a água embaixo e os turistas em cima.

Sienna revela que nunca quis liberar a praga, mas sim detê-la. Contudo, ela não confiava na OMS, pois achava que, uma vez que as amostras de vírus fossem levadas por eles, elas acabariam caindo nas mãos de governos interessados em criar armas de destruição em massa. O Diretor tenta fugir do domínio da OMS com a ajuda de policiais disfarçados, mas acaba preso pela polícia de verdade mais tarde. Sienna decide ajudar a OMS a lidar com a situação em troca de anistia.
A praga criada por Bertrand, na verdade, é um vírus vetor que infectará todas as pessoas da Terra, mas terá efeito em apenas 1/3 delas, selecionadas aleatoriamente, causando uma modificação no DNA que provoca a infertilidade. Desta forma, a humanidade é forçada a entrar em uma nova era, pois qualquer tentativa de reverter o vírus pode provocar efeitos genéticos colaterais perigosos.

## Personagens Principais

### Robert Langdon
Robert Langdon é o protagonista da série de livros de Dan Brown, professor de simbologia religiosa e iconologia em Harvard. Em "Inferno", ele acorda em um hospital em Florença com amnésia e se vê envolvido em uma corrida contra o tempo para desvendar um mistério ligado à obra de Dante Alighieri e a uma ameaça biológica global. Langdon é conhecido por sua inteligência, memória eidética e sua capacidade de resolver enigmas complexos baseados em arte, história e símbolos.

### Dra. Sienna Brooks
Sienna Brooks é uma médica brilhante e superdotada que ajuda Robert Langdon no início de sua jornada. Ela possui um QI de 208 e um passado complexo, marcado por experiências traumáticas e uma profunda preocupação com a superpopulação mundial. Sua inteligência e habilidades são cruciais para Langdon na decifração das pistas, mas sua verdadeira lealdade e motivações são reveladas ao longo da trama, tornando-a uma personagem ambígua e central para o desfecho da história.

### Bertrand Zobrist
Bertrand Zobrist é um geneticista bilionário e transumanista radical, o principal antagonista póstumo de "Inferno". Acreditando que a superpopulação levará à extinção da humanidade, ele desenvolve uma praga biológica com o objetivo de esterilizar uma parte significativa da população mundial. Zobrist é um visionário com uma mente brilhante, mas suas ações são motivadas por uma ideologia extrema e uma visão distorcida de salvação da humanidade. Sua obsessão por Dante Alighieri e sua obra "Inferno" são a base para as pistas que Langdon deve seguir.

### Dra. Elizabeth Sinskey
Elizabeth Sinskey é a diretora-geral da Organização Mundial da Saúde (OMS). Ela é uma mulher forte e determinada, que persegue Zobrist e tenta impedir a liberação de sua praga. Sinskey representa a visão ética e moral em contraste com a ideologia radical de Zobrist. Sua história pessoal, marcada pela infertilidade, adiciona uma camada de complexidade à sua motivação para combater a praga de Zobrist.

### Outros Personagens Relevantes
• Vayentha: Uma assassina profissional que persegue Langdon e Sienna no início da história, trabalhando para o Consórcio.
• Jonathan Ferris: Inicialmente apresentado como um agente da OMS, suas verdadeiras intenções e a organização para a qual trabalha são reveladas posteriormente.
• Ignazio Busoni (O Diretor): Diretor da Santa Maria del Fiore, que ajuda Langdon no início da investigação.
• Marta Alvarez: Curadora do Palazzo Vecchio que interage com Langdon.
• O Diretor do Consórcio: O líder da organização secreta que manipula os eventos para seus próprios fins.

## Temas Abordados
"Inferno" de Dan Brown explora uma série de temas complexos e provocativos, que se entrelaçam com a trama de suspense e mistério. Os principais temas incluem:

Gráfico atualizado mostrando a população mundial estimada de 1800 a 2010. Todos os dados foram obtidos das Nações Unidas.

### Superpopulação e Transumanismo
O tema central do livro é a superpopulação global e as soluções radicais propostas para combatê-la. Bertrand Zobrist, o antagonista, é um transumanista que acredita que a humanidade está à beira de uma catástrofe devido ao crescimento populacional descontrolado. Ele propõe uma solução drástica: uma praga que causaria infertilidade em uma parte da população mundial, forçando uma "seleção natural" para evitar o colapso iminente. Este tema levanta questões éticas profundas sobre a intervenção humana na evolução, a moralidade de controlar a população e os limites da ciência.

### Ética e Moralidade
O livro constantemente desafia o leitor a refletir sobre o que é certo e errado em situações extremas. A praga de Zobrist, embora horrível, é apresentada por ele como uma medida necessária para a sobrevivência da espécie. A Dra. Elizabeth Sinskey, por outro lado, representa a visão ética e moral em contraste com a ideologia radical de Zobrist. O conflito entre esses dois pontos de vista força uma discussão sobre sacrifícios individuais versus o bem maior da humanidade, e se os fins justificam os meios.

### Negação e Neutralidade Moral
Um tema recorrente é a negação e a neutralidade moral como mecanismos de defesa prejudiciais. O livro sugere que a maioria das pessoas, incluindo Robert Langdon no início, se recusa a enfrentar a gravidade do problema da superpopulação, preferindo a ignorância ou a inação. Essa "cegueira" moral é criticada como uma forma de cumplicidade com a catástrofe iminente, destacando a responsabilidade individual e coletiva diante de crises globais.

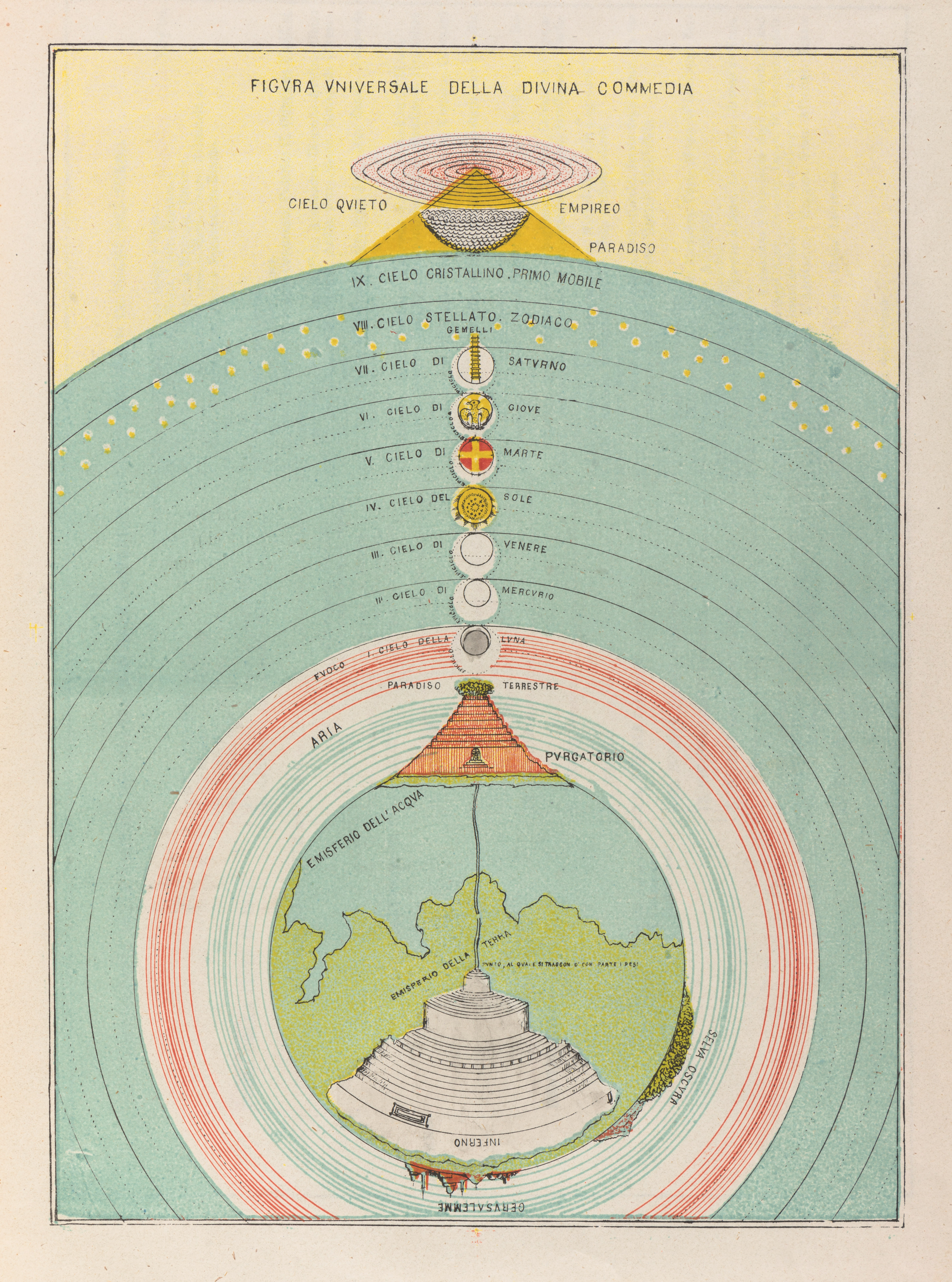
Michelangelo Caetani, Visão geral da Divina Comédia, 1855

### Arte, História e Simbologia
Como em outros livros de Dan Brown, a arte, a história e a simbologia desempenham um papel fundamental na trama. A obra "Inferno" de Dante Alighieri é o ponto de partida para a jornada de Langdon, com referências a obras de arte, arquitetura e locais históricos em Florença, Veneza e Istambul. A decifração de símbolos e a compreensão do contexto histórico são essenciais para desvendar o mistério e avançar na narrativa. Este tema ressalta a importância do conhecimento e da interpretação cultural para a compreensão do presente e a resolução de problemas.

### Conflito entre Ciência e Religião
Embora não seja tão proeminente quanto em outros livros de Dan Brown, o conflito entre ciência e religião é subjacente em "Inferno". Zobrist, um cientista, busca uma solução científica para um problema que ele vê como biológico, enquanto as implicações morais e éticas de suas ações tocam em questões de fé e valores humanos. A tensão entre o progresso científico e as crenças tradicionais é um pano de fundo para as decisões e dilemas enfrentados pelos personagens.

### A Natureza da Verdade e da Percepção
O livro também explora a ideia de que a verdade pode ser subjetiva e manipulada. A amnésia de Langdon, as encenações do Consórcio e as diferentes perspectivas dos personagens sobre a praga de Zobrist demonstram como a percepção da realidade pode ser distorcida. A busca pela verdade se torna um elemento crucial da trama, com Langdon tendo que discernir entre o que é real e o que é uma ilusão.

## Contexto e Inspirações
"Inferno" de Dan Brown é profundamente enraizado em um rico contexto histórico, artístico e literário, com a obra "Inferno" de Dante Alighieri servindo como a principal inspiração e guia para a trama. A narrativa se desenrola em locais reais, predominantemente na Itália, que são cruciais para a progressão do mistério e para a imersão do leitor na história.

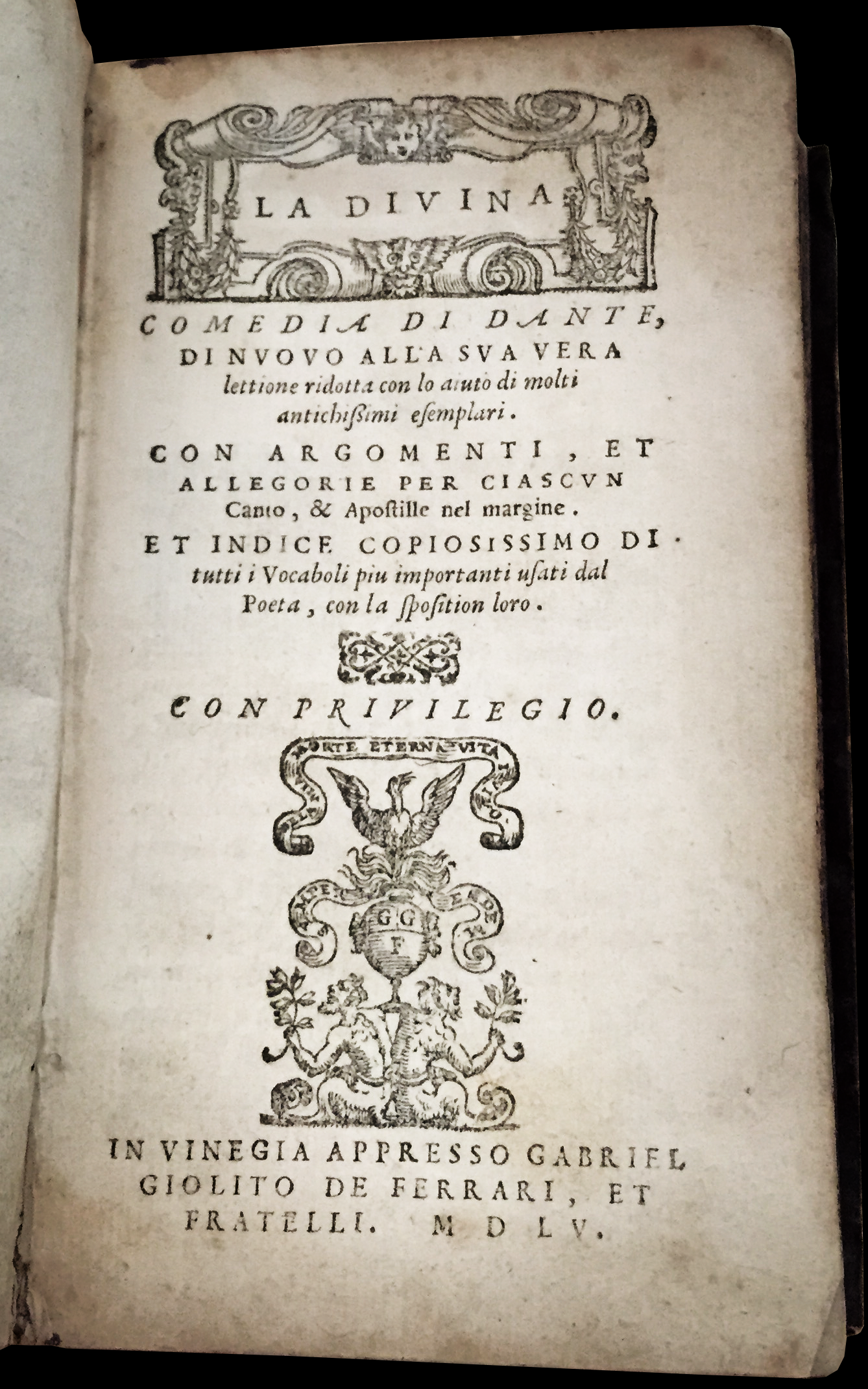
Edição de 1555 da Divina Comédia, a primeira com o adjetivo "divina" no título

### A Divina Comédia de Dante Alighieri
A obra-prima de Dante Alighieri, "A Divina Comédia", e mais especificamente a primeira parte, "Inferno", é o pilar central sobre o qual a trama de Dan Brown é construída. O geneticista Bertrand Zobrist, obcecado pela superpopulação e pela visão dantesca do inferno, utiliza pistas e referências da obra de Dante para guiar Robert Langdon em sua busca. O poema épico de Dante, com suas descrições vívidas dos nove círculos do inferno, serve como um mapa simbólico e literal para Langdon, que precisa decifrar charadas baseadas em versos e conceitos dantescos para desvendar o plano de Zobrist. A intertextualidade com a obra de Dante não apenas enriquece a narrativa, mas também explora a relevância de temas clássicos em um contexto contemporâneo.

### Locais Históricos e Artísticos
Dan Brown é conhecido por ambientar suas histórias em locais históricos e artísticos reais, e "Inferno" não é exceção. A maior parte da ação ocorre em Florença, Veneza e Istambul, cidades ricas em história, arte e arquitetura. Esses locais não são meros cenários, mas elementos ativos da trama, com seus monumentos, museus e passagens secretas servindo como peças-chave para a resolução do mistério.

#### Florença, Itália
Florença é o ponto de partida da jornada de Langdon e Sienna Brooks. A cidade, berço do Renascimento e lar de Dante, é explorada em detalhes, com pontos turísticos icônicos desempenhando papéis cruciais:
•Jardins de Boboli: Um vasto e belo jardim histórico, onde Langdon e Sienna buscam refúgio e encontram as primeiras pistas.
•Palazzo Vecchio: O antigo palácio e prefeitura de Florença, que abriga a famosa Sala do Cinquecento e a Sala delle Mappe, onde Langdon decifra importantes enigmas.
•Corredor de Vasari: Uma passagem secreta elevada que liga o Palazzo Vecchio ao Palazzo Pitti, utilizada por Langdon e Sienna como rota de fuga.
•Ponte Vecchio: A icônica ponte medieval sobre o rio Arno, um local de perseguição e um ponto de referência crucial na busca por pistas.
•Casa de Dante: Embora não seja a residência original de Dante, o museu dedicado ao poeta é visitado por Langdon em sua busca por informações.
•Igreja de Santa Margherita de Cerchi: Conhecida como a "Igreja de Dante", onde se diz que o poeta conheceu Beatrice Portinari, um local de significado simbólico na trama.
•Batistério de São João: Um dos edifícios mais antigos de Florença, onde Langdon e Sienna encontram a máscara mortuária de Dante e uma charada crucial.

#### Veneza, Itália

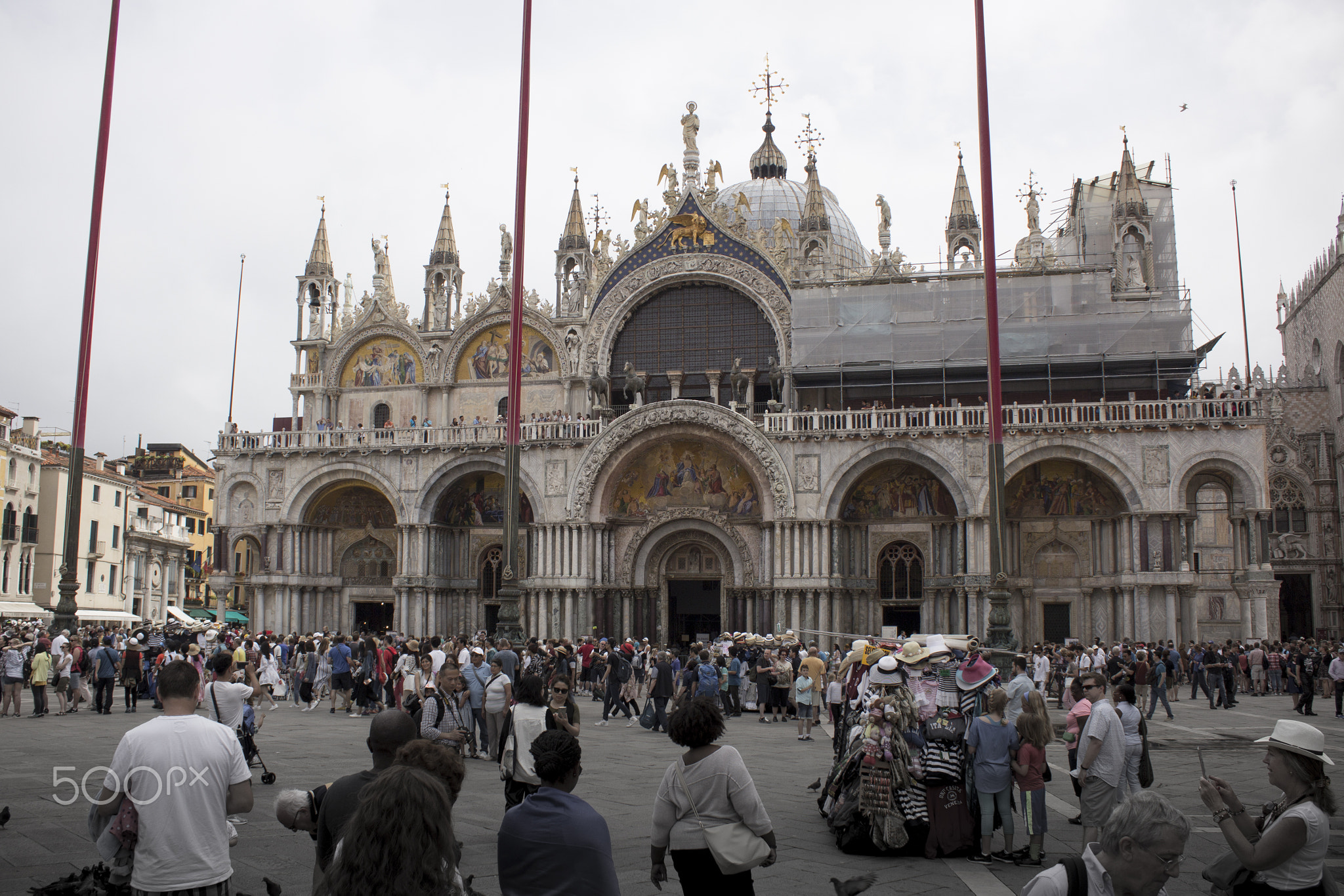
Basílica de São Marcos

Após Florença, a perseguição leva Langdon e Sienna a Veneza, a cidade dos canais, onde a atmosfera misteriosa e labiríntica adiciona uma nova camada à trama:
•Basílica de São Marcos: Um dos marcos mais famosos de Veneza, com sua arquitetura bizantina e mosaicos deslumbrantes, que esconde segredos e pistas.
•Palácio Ducal: Antiga sede do poder veneziano, com suas passagens secretas e prisões, que se torna um local de confronto e revelações.

#### Istambul, Turquia
A jornada culmina em Istambul, uma cidade que une o Oriente e o Ocidente, e que guarda o local final da praga de Zobrist:
•Santa Sofia: Originalmente uma basílica, depois mesquita e agora museu, sua grandiosidade e história milenar servem como pano de fundo para o clímax da história.
•Cisterna da Basílica: Uma antiga cisterna subterrânea, com suas colunas e atmosfera sombria, é o local onde a praga de Zobrist está prestes a ser liberada.
Esses locais não são apenas cenários, mas elementos intrínsecos à narrativa, com suas histórias e simbolismos se entrelaçando com o enredo de "Inferno", enriquecendo a experiência do leitor e adicionando profundidade à exploração dos temas do livro.

## Recepção Crítica e Comercial
"Inferno", como a maioria das obras de Dan Brown, teve uma recepção mista por parte da crítica especializada, mas um sucesso comercial estrondoso. O livro foi lançado em 2013 e rapidamente se tornou um best-seller global, impulsionado pela popularidade do autor e da série Robert Langdon.

### Recepção Crítica
A crítica sobre "Inferno" frequentemente ecoa as opiniões sobre os trabalhos anteriores de Dan Brown. Muitos críticos apontam para a fórmula narrativa já conhecida do autor, que envolve um mistério histórico-artístico, perseguições em locais icônicos e a decifração de códigos e símbolos. Alguns consideram essa fórmula repetitiva e previsível, enquanto outros a veem como um ponto forte que garante o ritmo e o suspense.
Pontos Positivos Mencionados:
•Ritmo e Suspense: A capacidade de Brown de criar uma narrativa acelerada e cheia de reviravoltas é frequentemente elogiada, mantendo o leitor engajado do início ao fim.
•Temas Provocativos: A abordagem de temas como superpopulação, transumanismo e ética, embora por vezes simplificada, é vista como um mérito por levantar discussões relevantes e atuais.
•Ambientação: A descrição detalhada de locais históricos e artísticos em Florença, Veneza e Istambul é um ponto alto para muitos, transportando o leitor para esses cenários e enriquecendo a experiência da leitura.
•Personagens Secundários: Alguns críticos destacam a personagem Sienna Brooks como um elemento de "ar fresco" na trama, com seu passado misterioso e sua ambiguidade moral adicionando complexidade à narrativa.
Pontos Negativos Mencionados:
•Fórmula Repetitiva: A previsibilidade da estrutura narrativa de Dan Brown é uma crítica comum, com a sensação de que o autor não se arrisca a sair de sua zona de conforto.
•Descrições Excessivas: A extensa descrição de monumentos e obras de arte, embora apreciada por alguns, é considerada cansativa e, por vezes, irrelevante para o desenvolvimento da trama por outros. Críticos argumentam que essas descrições quebram o ritmo da narrativa e parecem forçadas.
•Personagens Superficiais: Robert Langdon, embora protagonista, é por vezes criticado por ser menos interessante e perspicaz em "Inferno" do que em obras anteriores. A profundidade dos personagens é um ponto fraco apontado por alguns.
•Enigmas Simplistas: Alguns críticos consideram os enigmas e códigos apresentados no livro como infantis e pouco elaborados, não desafiando o leitor ou o protagonista de forma significativa.

### Recepção Comercial
Comercialmente, "Inferno" foi um sucesso retumbante. O livro vendeu milhões de cópias em todo o mundo e liderou as listas de best-sellers em diversos países. No Brasil, por exemplo, vendeu 800 mil exemplares. A popularidade de Dan Brown e a expectativa em torno de um novo livro da série Robert Langdon garantiram um grande número de vendas, independentemente das críticas. O lançamento do filme "Inferno" em 2016 também impulsionou as vendas do livro, com edições capa-filme sendo lançadas para aproveitar a visibilidade da adaptação cinematográfica.
Em resumo, "Inferno" consolidou a posição de Dan Brown como um dos autores mais vendidos do mundo, mesmo que sua obra continue a dividir a opinião da crítica. O sucesso comercial do livro demonstra o apelo duradouro de sua fórmula de suspense e mistério, que continua a cativar um vasto público leitor.

## Adaptações

### Filme (2016)
"Inferno" foi adaptado para o cinema em 2016, sendo o terceiro filme da franquia Robert Langdon, após "O Código Da Vinci" (2006) e "Anjos e Demônios" (2009). O filme foi dirigido por Ron Howard e estrelado por Tom Hanks no papel de Robert Langdon, Felicity Jones como Dra. Sienna Brooks, Ben Foster como Bertrand Zobrist, e Irrfan Khan como Harry Sims (O Diretor do Consórcio). Sidse Babett Knudsen interpretou a Dra. Elizabeth Sinskey.
Principais Aspectos da Adaptação:
•Direção e Elenco: Ron Howard retornou à direção, e Tom Hanks mais uma vez encarnou o simbologista Robert Langdon. A escolha do elenco para os demais personagens foi bem recebida, com destaque para Felicity Jones e Ben Foster.
•Enredo: O filme segue de perto a trama do livro, com Robert Langdon acordando com amnésia em Florença e sendo perseguido enquanto tenta desvendar um mistério ligado a Dante Alighieri e a uma praga biológica. No entanto, algumas alterações significativas foram feitas no final da história, o que gerou discussões entre os fãs do livro.
•Locações: Assim como no livro, o filme utiliza locações reais em Florença, Veneza e Istambul, o que contribui para a imersão e o apelo visual da produção.
•Recepção: O filme teve uma recepção mista da crítica, similar à do livro. Muitos elogiaram o ritmo e a ação, mas criticaram a previsibilidade da fórmula e as alterações no final. Comercialemente, "Inferno" teve um desempenho razoável nas bilheterias globais, embora tenha sido a adaptação de Dan Brown com a menor arrecadação nos Estados Unidos. No Brasil, liderou as bilheterias em sua semana de estreia.

### Outras Adaptações
Até o momento, não há informações sobre outras adaptações notáveis de "Inferno" para outras mídias, como séries de televisão, peças de teatro ou jogos eletrônicos. A principal adaptação permanece sendo o filme de 2016.

## Estilo e Estrutura da Escrita
O estilo e a estrutura da escrita de Dan Brown em "Inferno" seguem a fórmula já estabelecida em seus livros anteriores da série Robert Langdon, caracterizada por um ritmo acelerado, capítulos curtos e um foco intenso na decifração de enigmas e na exploração de locais históricos. No entanto, a recepção crítica aponta para um certo desgaste dessa fórmula e algumas falhas na execução.

### Características do Estilo de Dan Brown:
•Ritmo Acelerado e Suspense: Brown é mestre em criar uma narrativa que prende o leitor, com reviravoltas constantes, perseguições e uma sensação de urgência. Os capítulos curtos contribuem para essa dinâmica, incentivando a leitura contínua.
•Mistura de Fato e Ficção: Uma marca registrada de Dan Brown é a habilidade de entrelaçar fatos históricos, obras de arte e teorias da conspiração com elementos ficcionais. Em "Inferno", a obra de Dante Alighieri e os locais reais em Florença, Veneza e Istambul são utilizados como base para a trama, adicionando uma camada de verossimilhança e interesse.
•Descrições Detalhadas: O autor dedica um espaço considerável para descrever monumentos, obras de arte e cenários, o que para alguns leitores é um ponto positivo, transportando-os para os locais da história. No entanto, para outros, essas descrições podem ser excessivas e quebrar o ritmo da narrativa.
•Enigmas e Simbologia: A decifração de códigos, anagramas e símbolos é o motor da trama, com Robert Langdon utilizando seu conhecimento em simbologia para desvendar o mistério central. Essa característica é um dos principais atrativos para os fãs do gênero.
•Narrativa em Terceira Pessoa: A história é contada em terceira pessoa, permitindo uma visão ampla dos eventos e dos diferentes pontos de vista dos personagens.

### Críticas ao Estilo em "Inferno":
•Fórmula Repetitiva: Críticos apontam que a fórmula de Dan Brown se tornou previsível, com "Inferno" apresentando uma estrutura muito similar a "O Código Da Vinci", o que pode gerar uma sensação de déjà vu para leitores familiarizados com suas obras.
•Abordagem de Temas Sociais: A tentativa de Brown de abordar temas complexos como a superpopulação e o transumanismo foi criticada por ser "desajeitada" e "irresponsável". Alguns argumentam que o livro simplifica demais questões multifacetadas e apresenta uma visão unilateral, sem reconhecer a complexidade do debate.
•Desconexão Narrativa: A integração do mundo da simbologia de Robert Langdon com a temática da superpopulação e a Organização Mundial da Saúde foi vista por alguns como "inapropriada" e resultou em uma "narrativa desconexa", onde os elementos não se encaixam de forma orgânica.
•Desenvolvimento de Personagens: O personagem de Robert Langdon em "Inferno" é considerado por alguns críticos como uma "sombra de suas caracterizações anteriores". Suas habilidades e personalidade parecem ofuscadas pela necessidade de impulsionar a narrativa social, e os personagens secundários são descritos como "vazios", sem a profundidade necessária para cativar o leitor.

Em suma, o estilo de Dan Brown em "Inferno" mantém sua capacidade de criar um thriller envolvente e cheio de mistério, mas as críticas sugerem que a fórmula pode estar se tornando desgastada e que a abordagem de temas mais complexos exige uma profundidade e nuance que o autor não conseguiu entregar plenamente nesta obra.